# Clonaria nimbana
Clonaria nimbana är en insektsart som först beskrevs av Lucien Chopard 1955.  Clonaria nimbana ingår i släktet Clonaria och familjen Diapheromeridae. Inga underarter finns listade i Catalogue of Life.